# Różowa Pantera (album)
Różowa Pantera – trzeci studyjny album polskiego rapera Mateusza Szpakowskiego pseud. Szpaku. Wydawnictwo ukazało się 22 stycznia 2021, nakładem jego własnej wytwórni GUGU
Wśród gości znaleźli się: Chivas, Dziarma, Zdechły Osa, Kizo, Rolex, Młodzian Mrg i Kadobe.
Album uzyskał status trzykrotnie platynowej płyty.

## Lista utworów
| Nr.         | Tytuł utworu                                      | Tekst                                                                    | Producent    | Długość |
| ----------- | ------------------------------------------------- | ------------------------------------------------------------------------ | ------------ | ------- |
| 1           | „Różowa Pantera”                                  | Mateusz Szpakowski                                                       | Raff J.R.    | 3:27    |
| 2           | „Młody 2pac”                                      | Mateusz Szpakowski                                                       | Jakub Salepa | 3:15    |
| 3           | „Hałas”                                           | Mateusz Szpakowski                                                       | Deemz        | 3:30    |
| 4           | „Bal”                                             | Mateusz Szpakowski                                                       | Deckster     | 2:58    |
| 5           | „Potwór” (gościnnie Chivas)                       | Mateusz Szpakowski, Krystian Gierakowski                                 | Azann        | 3:47    |
| 6           | „Wino” (gościnnie Dziarma)                        | Mateusz Szpakowski, Agata Dziarmagowska                                  | Deemz        | 3:54    |
| 7           | „Zły” (gościnnie Zdechły Osa)                     | Mateusz Szpakowski, Daniel Wójtowicz                                     | PSR          | 3:18    |
| 8           | „NPC”                                             | Mateusz Szpakowski                                                       | Azann        | 3:14    |
| 9           | „Ośmiogwiazdkowy s*urwiel”                        | Mateusz Szpakowski                                                       | Azann        | 3:13    |
| 10          | „Biały Miś” (gościnnie Kizo, Rolex, Młodzian Mrg) | Mateusz Szpakowski, Patryk Woziński, Roland Szpakowski, Hubert Kołodziej | Culten       | 3:06    |
| 11          | „Fanlove” (gościnnie Kadobe)                      | Mateusz Szpakowski, Miłosz Dużyński                                      | Jakub Salepa | 2:23    |
| Bonus track | „hot16challenge2”                                 | Mateusz Szpakowski                                                       | Raff J.R.    | 2:34    |